# Konitzky-Stift

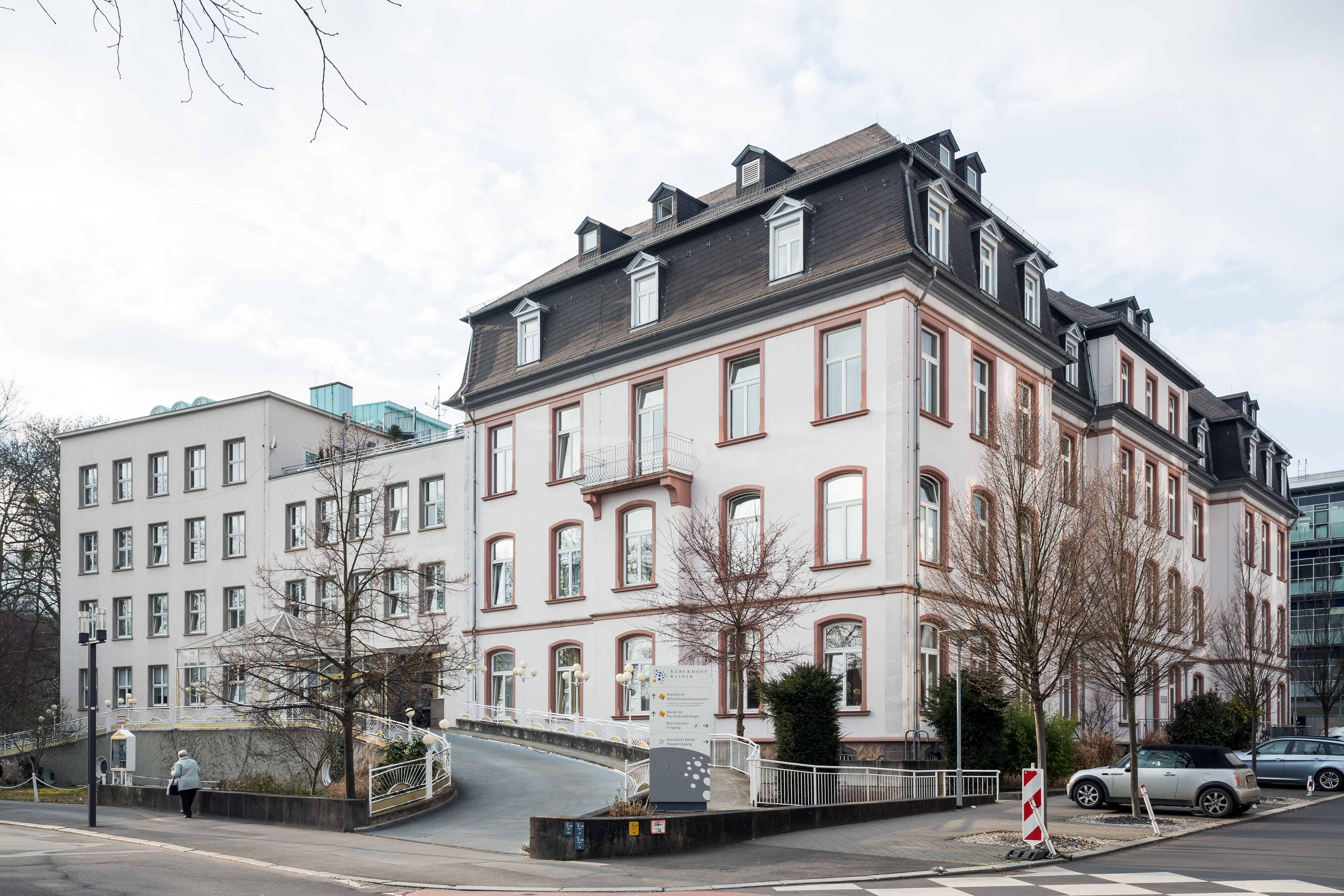
Konitzky-Stift 2014

Das Konitzky-Stift ist ein denkmalgeschütztes Gebäude in Bad Nauheim mit Ursprung um 1896. Es ist nach Frances Theodora Konitzky benannt, der Witwe eines Nauheimer Kurpatienten, die 1895 bis 1897 mit mehreren Schenkungen ein Hospital und eine wohltätige Stiftung für mittellose Kurgäste ermöglichte.

## Gebäude
Das heutige Gebäude in der Ludwigstraße 41 in Bad Nauheim ist eine in mehreren Schritten entstandene vierflügelige Anlage, die von der Kerckhoff-Klinik genutzt wird. Es liegt im Bogen der Ludwigstraße, die früher als "Curve" bezeichnet wurde, am Übergang von den Badehäusern des Sprudelhofs und der Sprudeltherme zum Kurpark. Zwischen dem Gebäude und dem benachbarten Fluss Usa liegt die nach ihm benannte Stiftstraße.
1896 bis 1897 wurde zunächst der dreigeschossige Ostflügel erbaut. Die ursprüngliche Dach- und Fassadengestaltung wurde mehrfach geändert. Die geschlossene Vierflügelanlage wurde durch eine Erweiterung in den Jahren 1931 bis 1935 hergestellt. Die Planung dazu wurde vom Architekten August Metzger (1883–1951) erstellt. Der Ostflügel wurde dabei um einen viergeschossigen Trakt im Westen und zwei dreigeschossige Gebäudeteile im Norden und Süden ergänzt. Die Anbauten stehen in der Tradition des Neuen Bauens der 1920er Jahre.

## Geschichte
In den Jahren 1895, 1896 und 1897 spendete Frances Theodora Konitzky, wohnhaft in Antwerpen, insgesamt 200 000 Mark für den Neubau eines bestehenden dringend erneuerungsbedürftigen Kurhospitals für unterstützungsbedürftige Kurgäste. Sie hatte mehrfach mit ihrem herzkranken Ehemann Friedrich Wilhelm Konitzky bis zu dessen Tod 1895 Bad Nauheim für Behandlungen besucht.
Der Bau wurde 1896 begonnen und am 20. April 1898 eingeweiht. Es stellte insgesamt 100 Betten zur Verfügung und 15 Freistellen für Kurgäste, die über keinerlei Mittel verfügten. Das neue Kurhospital stand, wie schon der Vorgänger, unter dem Protektorat der Prinzessin von Battenberg zu Darmstadt und erhielt zu Ehren der Stifterin und zum Andenken an ihren Gatten den Namen „Konitzkystift der Stadt Bad Nauheim“. Das Haus wurde in den folgenden Jahren mehrfach erweitert und umgebaut.
Von 1939 bis 1941 wurden das Konitzky-Stift und das städtische Krankenhaus als Reservelazarette genutzt.
1956 wurde die Kerckhoff-Klinik gegründet, die seither das Konitzky-Stift als Klinikgebäude nutzt. Eine Reihe von zugehörigen Bauten entstanden in der direkten 
Nachbarschaft. 2017 wurde die Kerckhoff-Klinik offiziell ein Teil des Campus der Justus-Liebig-Universität Gießen.